# Siria ai Giochi della XXXI Olimpiade
La Siria ha partecipato ai Giochi della XXXI Olimpiade, che si sono svolti a Rio de Janeiro, Brasile, dal 5 al 21 agosto 2016, con una delegazione di sette atleti impegnati in cinque discipline. Portabandiera alla cerimonia di apertura, così come a Londra 2012 è stato l'altista Majd Eddin Ghazal, alla sua terza Olimpiade.
Si è trattato della tredicesima partecipazione di questo paese ai Giochi estivi. Non sono state conquistate medaglie.

## Partecipanti

### Atletica leggera
- Salto in alto maschile - 1 atleta (Majd Eddin Ghazal)
- 400 m ostacoli femminile - 1 atleta (Ghfran Almouhamad)

### Judo
- 73 kg maschili - 1 atleta (Mohamad Kasem)

### Nuoto
- 100 m dorso maschili - 1 atleta (Azad Al-Barazi)
- 50 m stile libero femminili - 1 atleta (Bayan Jumah)

| Atleta        | Evento     | Batterie | Batterie   | Semifinali      | Semifinali      | Finale          | Finale          |
| Atleta        | Evento     | Tempo    | Classifica | Tempo           | Classifica      | Tempo           | Classifica      |
| ------------- | ---------- | -------- | ---------- | --------------- | --------------- | --------------- | --------------- |
| Azad al-Barzi | 100 m rana | 1:02"22  | 36ª        | non qualificato | non qualificato | non qualificato | non qualificato |

### Sollevamento pesi
- 105 kg maschili - 1 atleta (Man Asaad)

### Tennis tavolo
- Singolo femminile - 1 atleta (Heba Allejji)